# Iglesia católica libre
La Iglesia Católica Libre es una institución religiosa derivada de la Iglesia Católica Apostólica Brasileña, tiene su sede actual en Múnich, Alemania.

## Antecedentes
Los comienzos de este movimiento se producen cuando en 1937, el obispo católico brasileño Carlos Duarte Costa de Botucatu, dimitió a su cargo debido a las acusaciones que hizo en contra de la Iglesia Católica Apostólica Romana diciendo que colaboraban con los nacionalsocialistas alemanes y con los fascistas italianos, fue excomulgado y ese mismo año fundó la «Igreja Católica Apostólica Brasilera.

## Inicios
En 1949 la iglesia fue llevada a Alemania por el Arzobispo Johannes Peter Meyer-Méndez, el cual la registró bajo el nombre de Freikatholische Kirche, más tarde a la muerte de Johannes Peter Meyer-Méndez lo sucedió Georg Fröbrich quien más tarde se llamaría Hilarios Karl-Heinz Ungerer, él trasladó la Sede Arzobispal, de Colonia a Múnich, capital de Baviera. En América esta Iglesia no tiene presencia.

## Actualidad
Hoy, la Iglesia Católica Libre apoya misiones en Los Ángeles y Miami en Estados Unidos y en Manila, Filipinas
- Datos: Q880594